# Ethan Cochran
Ethan Cochran (ur. 9 stycznia 1994) – amerykański lekkoatleta specjalizujący się w rzucie dyskiem.
W 2011 został w Lille Metropole wicemistrzem świata juniorów przegrywając z Jamajczykiem Federickiem Dacresem.
Rekord życiowy w rzucie dyskiem o wadze 1,5 kg: 61,37 (6 lipca 2011, Lille Metropole).

## Osiągnięcia
| Rok  | Impreza                               | Miejsce         | Pozycja    | Wynik |
| ---- | ------------------------------------- | --------------- | ---------- | ----- |
| 2011 | Mistrzostwa świata juniorów młodszych | Lille Metropole | 2. miejsce | 61,37 |